# Фицкларенс, Энтони, 7-й граф Манстер
 Энтони Чарльз Фицкларенс (англ. Anthony Charles FitzClarence, 7th Earl of Munster; 21 марта 1926 — 30 декабря 2000) — британский аристократ, 7-й граф Манстер, 7-й виконт Фицкларенс и 7-й барон Тьюксбери с 1983 года. Граф Манстер был последним по мужской линии Фицкларенсов, которая началась с короля Великобритании Вильгельма IV (герцога Кларенса до его восшествия на престол в 1830 году) и его любовницы, комической актрисы Дороти Джордан (урожденной Бланд). 7-й граф Манстер прожил жизнь, не торгуя своим происхождением, работая в качестве публициста, графического дизайнера в газетах, а в последнее время в качестве эксперта по средневековым витражам.

## Происхождение, ранняя жизнь, образование и военная служба
Род Фицкларенсов происходит от короля Великобритании Вильгельма IV (герцога Кларенса до его восшествия на престол в 1830 году) и его любовницы, комической актрисы Дороти Джордан (урожденной Бланд). Старший сын короля от Джордан, Джордж Фицкларенс, получил титул графа Манстера в 1831 году. В то же время ему было дарован герб, состоящий из королевского герба Великобритании, увенчанного  дубинкой с якорями в знак незаконнорожденности.
Энтони родился 21 марта 1926 года в Гилфорд]]е, графство Суррей. Он был единственным сыном Эдварда Фицкларенса (1899—1983) и Моники Грейсон (умерла в 1958 году). У Энтони была младшая сестра Мэри (1928—1971). Его отец стал 6-м графом Манстером в 1975 году после смерти своего троюродного брата Джеффри Фицкларенса, 5-го графа Манстера, бывшего генерального казначея в администрации Невилла Чемберлена. Дед Энтони, бригадный генерал Чарльз Фицкларенс (1865—1914), получил звание вице-адмирала, служа в королевских стрелковых войсках в Мафекинге. Он был женат на леди Вайолет Спенсер-Черчилль, что сделало отца Энтони троюродным братом Уинстона Черчилля.
Энтони был отправлен в школу Святого Эдуарда в Оксфорде прежде, чем продолжил частное образование в Швейцарии. Он был очень патриотичен и в 1942 году в возрасте 16 лет пошел добровольцем в Королевский военно-морской флот, прослужив до конца войны рядовым матросом на авианосце HMS Illustrious. Он был ранен в бою и отличился на Средиземном море и Дальнем Востоке.
Знание Энтони французского языка пригодилось на Цейлоне, когда он вместе с несколькими французскими моряками он договорился для своих товарищей о существенном обмене «рома пуссера» на кларет. Энтони покинул службу на военно-морском флота по состоянию здоровья в 1947 году, но впоследствии любил ходить под парусом.

## Карьера
Нуждаясь в деньгах, Энтони Фицкларенс начал искать работу, в которой он мог бы проявить свой художественный талант, и после обучения в Центральной школе искусств и ремесел в Лондоне в 1950 году стал графическим дизайнером. С 1957 по 1966 год он работал в издательстве Daily Mirror», а с 1966 по 1969 год — в отделе рекламы газеты «The Sun», пока ее не купил Руперт Мердок.
После увольнения в 1969 году Энтони продолжал работать внештатным дизайнером еще десять лет. После наследования отцом в 1975 году графского титула он стал именоваться виконтом Фицкларенсом. В 1979 году Энтони ненадолго стал владельцем паба в Хейзлмире в графстве Суррей. Затем он присоединился к сотрудникам коллекции Баррелла в Глазго в качестве реставратора витражей.
Энтони ранее уже проявлял интерес к геральдической гравировке на стекле, потому изначально его работа состояла в том, чтобы убедиться, что средневековые витражи, отобранные для выставки, были в хорошем состоянии. Но его умение расставлять витрины позволило ему вскоре быть назначенным главным за разработку всего витража коллекции, который содержал как небольшие панели, так и группу более крупных предметов, включая целые окна. Их он интегрировал в структуру здания, освещая их естественным светом.
Энтони покинул коллекцию Баррелла вскоре после того, как она была открыта для публики в 1983 году, и с 1983 по 1989 год работал в студии Chapel, ведущей фирме дизайнеров и реставраторов витражей. В последнее время он начал создавать цифровой архив из тысяч фотографий образцов витражного стекла.
15 ноября 1983 года Энтони после смерти отца унаследовал графский титул. С тех пор и до момента лишения места в Палате наследственных лордов в 1999 году в соответствии с Актом о Палате лордов 1999 года, он регулярно посещал её заседания. Некоторое время Энтони сидел на скамейках независимых пэров, но вскоре перешел на консервативную сторону Палаты. Застенчивый человек, он редко говорил там, довольный тем, что был одним из тех молчаливых пэров, которые делали лордов, как думал Байрон, такой грозной аудиторией.
Графа Манстера очень любили его коллеги по Палате лордов, где он проявлял живой интерес к таким разнообразным вопросам, как финансирование музеев, вопросы обороны и остеопороз. В течение многих лет он был активным членом Яхт-клуба Палаты лордов, участвуя в матчах против Палаты общин. Он был членом Королевского общества искусств.
Энтони не имел наследников мужского пола и он был последним представителем рода Фицкларенсов, поэтому титулы графа Манстера, виконта Фицкларенса и барона Тьюксбери угасли после его смерти в декабре 2000 года.

## Браки и дети
1-й брак: с 28 июля 1949 года Луиза Маргарет Диана Дельвинь. Дети:
- Леди Тара Франческа Фицкларенс (род. 6 августа 1952), бывший директор Sotheby’s, вышла замуж за Росса Джина Хеффлера в 1979 году. У них было двое детей:
  - Александра Луиза Хеффлер (род. 1982), замужем за Джеймсом Генри Саутхоллом Брэдли.
  - Лео Эдвард Майкл Хеффлер (род. 1985).
- Леди Финола Доминик Фицкларенс (род. 6 декабря 1953 года), вышла замуж за Джонатана Теренса Пойнтона в 1981 году. У них было двое детей:
  - Хлоя Нона Пойнтон (род. 1982).
  - Оливер Максимилиан Кристофер Пойнтон (род. 1984).

Пара развелась в 1966 году.
2-й брак: с 18 июня 1966 года Памела Маргарет Спунер. Дети:
- Уна Сара Фицкларенс (род. 1964), родилась до брака своих родителей и была усыновлена Джоном и Ровеной Лоуренс Миллс, когда они сменили ее имя на Шарлотту Кэтрин Лоуренс Миллс; вышла замуж за Раймонда Берта в 1987 году.
- Леди Джорджина Фицкларенс (род. 1966).

Пара развелась в 1979 году.
3-й брак: с 1979 года Дороти Алекса Максвелл (ум. 13 июня 1995). Брак был бездетным.
4-й брак: с 3 мая 1997 года Галина Винска. Брак был бездетным.